# Expectations
„Expectations“ (от английски: „Очаквания“) е дебютният студиен албум на американската певица и автор на песни Биби Рекса. Издаден е на 22 юни 2018 г. от лейбъла Уорнър Мюзик Груп. Албумът е обявен след като съвместния сингъл на певицата с кънтри дуото Florida Georgia Line – „Meant to Be“ жъне небивал успех. Предварителните продажби на „Expectations“ стартират на 13 април 2018 г., като в същия ден са издадени и два промо сингъла – „Ferrari“ и „2 Souls on Fire“, в дует с Куейво от групата Мигос. Албумът съдържа по един сингъл от последните две EP-та на Биби – „I Got You“ от „All Your Fault: Pt. 1“ и „Meant to Be“ от „All Your Fault: Pt. 2“. Проектът съдържа песни с рапърите Куейво и Тори Лейнз, както и с кънтри дуото Florida Georgia Line.
Към януари 2019 г. продажбите на албума възлизат на над 604 000 единици. Албумът е с платинен статус в САЩ от 23 октомври 2020 г. със сумирани продажби от над 1 милион единици.

## Предистория
След представянето на втората част от EP поредицата „All Your Fault“ през 2017 година, Биби започва да загатва песни, които ще бъдат поместени в третото ѝ издание. Впоследствие обаче се оказва, че плановете явно са се променили, тъй като в публикация от ноември 2017 г. певицата разкрива, че следващият ѝ проект е озаглавен „Expectations“. Обложката на албума е показана на 8 април 2018 г., а предварителните продажби започват на 13 април с. г.

## Сингли
Песента „I'm a Mess“ е издадена като пилотен сингъл от албума на 15 юни 2018 г. Успява да се изкачи до 35-а позиция в чарта Billboard Hot 100, превръщайки се в първия солов проект на Рекса, който да се класира в топ 40.

### Промо сингли
„Ferrari“ и „2 Souls on Fire“, в дует с рапъра Куейво, са представени като промо сингли от албума в деня, в който стартират предварителните продажби – 13 април 2018 г. Песента „Ferrari“ получава и вертикално видео.

## Оценка на критиците
Албумът получава предимно положителни оценки.
Редица музикални критици коментират, че проектът съдържа заинтригуващи идеи, игриви стихове и запомнящи се мелодии. От уебсайта „Idolator“ правят положителни коментари спрямо лесно разпознаваемия глас на Биби. Съществуват и рецензии, според които „Meant to Be“ звучи не на място в албума, въпреки че е най-големият хит на певицата дотогава. Кортни Смит от „Refinery29“ описва Рекса като „опасна жена, която ожесточено играе с темите за депресия, загуба на самоконтрол и непредвидимост“, добавяйки, че с албума певицата успешно „представя една нихилистична картина, в която ту е наблюдател, ту – ненадежден разказвач“. Смит обръща внимание и на липсата на „автобиографичен отпечатък“. От „The Quietus“ споделят, че на някои песни им липсва енергия, но все пак Биби доказва себе си като „необикновена певица“ и „хамелеон, който може да променя вокалите си, да се съчетава с всякакво звучене и да намери ритъм за всяко темпо“.
Рецензията на „The Guardian“ е малко по-песимистична, като в нея се критикува употребата на гласов модулатор за албума, а Рекса е описана като „отчаяно търсеща своята идентичност“.

## Списък с песни
| Стандартно издание | Стандартно издание                                | Стандартно издание | Стандартно издание | Стандартно издание | Стандартно издание | Стандартно издание | Стандартно издание | Стандартно издание | Стандартно издание |
| №                  | Име                                               | Време              |                    |                    |                    |                    |                    |                    |                    |
| ------------------ | ------------------------------------------------- | ------------------ | ------------------ | ------------------ | ------------------ | ------------------ | ------------------ | ------------------ | ------------------ |
| 1.                 | Ferrari                                           | 3:32               |                    |                    |                    |                    |                    |                    |                    |
| 2.                 | I'm a Mess                                        | 3:15               |                    |                    |                    |                    |                    |                    |                    |
| 3.                 | 2 Souls on Fire (с участието на Куейво)           | 2:50               |                    |                    |                    |                    |                    |                    |                    |
| 4.                 | Shining Star                                      | 3:06               |                    |                    |                    |                    |                    |                    |                    |
| 5.                 | Knees                                             | 3:26               |                    |                    |                    |                    |                    |                    |                    |
| 6.                 | I Got You                                         | 3:11               |                    |                    |                    |                    |                    |                    |                    |
| 7.                 | Self Control                                      | 2:54               |                    |                    |                    |                    |                    |                    |                    |
| 8.                 | Sad                                               | 3:05               |                    |                    |                    |                    |                    |                    |                    |
| 9.                 | Mine                                              | 2:51               |                    |                    |                    |                    |                    |                    |                    |
| 10.                | Steady (с участието на Тори Лейнз)                | 3:14               |                    |                    |                    |                    |                    |                    |                    |
| 11.                | Don't Get Any Closer                              | 2:48               |                    |                    |                    |                    |                    |                    |                    |
| 12.                | Grace                                             | 3:16               |                    |                    |                    |                    |                    |                    |                    |
| 13.                | Pillow                                            | 3:36               |                    |                    |                    |                    |                    |                    |                    |
| 14.                | Meant to Be (с участието на Florida Georgia Line) | 2:43               |                    |                    |                    |                    |                    |                    |                    |
| 43:47              |                                                   |                    |                    |                    |                    |                    |                    |                    |                    |

| Бонус песни в японското издание | Бонус песни в японското издание                          | Бонус песни в японското издание | Бонус песни в японското издание | Бонус песни в японското издание | Бонус песни в японското издание | Бонус песни в японското издание | Бонус песни в японското издание | Бонус песни в японското издание | Бонус песни в японското издание |
| №                               | Име                                                      | Време                           |                                 |                                 |                                 |                                 |                                 |                                 |                                 |
| ------------------------------- | -------------------------------------------------------- | ------------------------------- | ------------------------------- | ------------------------------- | ------------------------------- | ------------------------------- | ------------------------------- | ------------------------------- | ------------------------------- |
| 15.                             | I Can't Stop Drinking About You (The Chainsmokers Remix) | 4:23                            |                                 |                                 |                                 |                                 |                                 |                                 |                                 |
| 16.                             | I Got You (Cheat Codes Remix)                            | 3:19                            |                                 |                                 |                                 |                                 |                                 |                                 |                                 |
| 51:29                           |                                                          |                                 |                                 |                                 |                                 |                                 |                                 |                                 |                                 |